# Tyrannochthonius caecatus
Tyrannochthonius caecatus és una espècie d'aràcnid de l'ordre Pseudoscorpionida de la família Chthoniidae. Es troba de forma endèmica a Nova Zelanda.